# Bitter und süß
Bitter und süß ist ein französischer Film von Franck Apprederis aus dem Jahr 1989.

## Handlung
Anne Lambert hat eine längere Affäre mit einem verheirateten Mann, von dem sie zum zweiten Mal schwanger wird und der auch dieses Mal von ihr verlangt, das Kind abzutreiben. Er selbst hat schon zwei Kinder und weitere möchte er auf keinen Fall haben. Doch dieses Mal beschließt sie, das Kind auszutragen. Sie trennt sich von ihrem Liebhaber, stößt aber in ihrer Umgebung auf wenig Verständnis für ihre Entscheidung, das Kind zu behalten, auch ihre Eltern missbilligen diesen Entschluss. Als Anne zufällig ihren alten Studienkollegen Marc trifft – sie kennt ihn von ihrem gemeinsamen Architekturstudium – verliebt sich dieser in Anne und akzeptiert ein Leben mit ihr und dem Kind. Anne nimmt eine Arbeit als Innenarchitektin in Marcs Unternehmen auf. Sie hat Erfolg, aber allmählich kommen ihr Zweifel an ihrem geordneten Leben an der Seite von Marc. In ihr reift der Entschluss, ihr Kind lieber alleine aufzuziehen.

## Produktion und Veröffentlichung
Der Film wurde von B.A.M.C. Productions und France 3 produziert. Mitarbeiter am Drehbuch waren außer dem Regisseur auch David Lang (1913–2007), Liliane Touati sowie Laurence Leininger, der beim Editing des Films ebenfalls beteiligt war.
Für den Kameramann Jean Boffety, der am 25. Juni 1988 verstarb, war es der letzte Film in seiner langen Filmkarriere. Verantwortlich für die Ausstattung des Films waren der Setdesigner Gérard Daoudal und der französische Maler und Szenenbildner Jean Micoine (1927–2017), der die Kostüme entwarf. 
Die Filmmusik komponierte der Pianist und Filmkomponist Jean Musy (1947–2024), der in der Folge für viele Filme und Serienproduktionen des Regisseurs die Musik geschrieben hat.
Veröffentlicht wurde der Film am 28. Juni 1989. In Deutschland wurde er erstmals am 17. März 1990 im DFF 2 der DDR gezeigt.

## Kritik
Das Lexikon des internationalen Films urteilt: „Modisch-laue Liebeskomödie, in Inszenierung und Figurenzeichnung voller Klischees und Stereotypen.“